# Agyagosszergény
Agyagosszergény es un pueblo húngaro perteneciente al distrito de Sopron en el condado de Győr-Moson-Sopron, con una población en 2013 de 908 habitantes.
El pueblo fue fundado en 1927 mediante la fusión de dos localidades colindantes de origen medieval llamadas Agyagos y Fertőszergény. Hasta 1928, su nombre original era Fertőszergényagyagos. Casi todos los habitantes del pueblo son magiares católicos y entre sus monumentos destacan varias esculturas cristianas repartidas por la localidad.
Se ubica unos 15 km al sureste de la capital distrital Sopron, junto a la carretera 85 que lleva a Győr.